# Ammochloa
Ammochloa és un gènere de plantes de la família de les poàcies, ordre de les poals, subclasse de les commelínides, classe de les liliòpsides, divisió dels magnoliofitins.

## Taxonomia
Es reconeixen tres espècies:
- Ammochloa involucrata Murb.
- Ammochloa palaestina Boiss.
- Ammochloa pungens (Schreb.) Boiss.